# Realismo platonico
Il realismo platonico è la teoria filosofica secondo la quale gli oggetti astratti esistono al di fuori della mente umana. Pare che sia stato inventato dal filosofo greco Platone che sviluppò questa visione nella teoria delle forme.
Il realismo platonico mescola concetti geometrici ed etici.
Questa visione è esplicitata nei dialoghi attribuiti a Platone: La Repubblica, Fedro, Menone e Parmenide.